# Leichtathletik-Länderkampf der Männer 1981 BR Deutschland – Frankreich
| 11. Leichtathletik-Länderkampf mit bundesdeutscher Beteiligung 1981 | 11. Leichtathletik-Länderkampf mit bundesdeutscher Beteiligung 1981 |
| ------------------------------------------------------------------- | ------------------------------------------------------------------- |
|                                                                     |                                                                     |
| Ländervergleich der Männer: BR Deutschland – Frankreich             |                                                                     |
| Austragungsort                                                      | Böblingen                                                           |
| Wettbewerbe                                                         | 20                                                                  |
| Datum                                                               | 4. Juli                                                             |
| 1. FRG 2. FRA                                                       | 117 Punkte 095 Punkte                                               |
| Chronik                                                             |                                                                     |
| ← SWE-FRG Geher (M)                                                 | FRG-ITA-NLD-AUT-SUI00 Str’lauf (M) →                                |

Im elften Vergleich des Länderkampfjahres 1981 traten die bundesdeutschen Männer in einer Veranstaltung mit dem allgemeinen leichtathletischen Programm am 4. Juli in Böblingen gegen Frankreich an. Es war die 26. Begegnung zwischen diesen beiden Ländern in Zweiländerkämpfen, alle vorangegangenen Aufeinandertreffen hatte Deutschland für sich entschieden. Darüber hinaus hatte es 1978 einen Nachwuchs-Vergleich gegeben, der ebenfalls an die Bundesrepublik gegangen war.

## Modus
Auf dem Programm standen die bei Länderkämpfen üblichen zwanzig Disziplinen. Die beiden Langstreckenläufe wurden wie schon fast üblich bei solchen Ländervergleichen gekürzt. Anstelle der Rennen über 5000 und 10.000 Meter wurden Läufe über 3000 und 5000 Meter ausgetragen. Aus dem olympischen Wettbewerbskatalog fehlten so nur der 10.000-Meter-Lauf, der Marathonlauf, die beiden Disziplinen im Straßengehen und der Zehnkampf. Am Start waren zwei Teilnehmer je Land und Wettbewerb. Die Wertung erfolgte nach dem Standardsystem.

## Ergebnis
Beide Länder traten in einem Großteil der Wettbewerbe nicht in Bestbesetzung an. In den Einzelläufen lag das bundesdeutsche Team mit sechs gegenüber vier Siegen der Franzosen knapp vorn. Jede Mannschaft erzielte je einen Erfolg in den beiden Staffeln. In den beiden Bereichen Sprung und Wurf/Stoß entschieden die bundesdeutschen Sportler jeweils drei Wettbewerbe für sich, während ihre französischen Gegner je eine Disziplin für sich verbuchen konnten. So erwies sich die Bundesrepublik Deutschland in allen Kategorien stärker als Frankreich und gewann den Länderkampf mit 117 zu 95 Punkten.

## Resultate

### 100 m
| Platz | Athlet          | Land | Zeit (s) |
| ----- | --------------- | ---- | -------- |
| 1     | Gilles Echevin  | FRA  | 10,62    |
| 2     | Pierre Thessard | FRA  | 10,68    |
| 3     | Ingo Froböse    | FRG  | 10,70    |
| 4     | Jochen Thomas   | FRG  | 10,91    |

### 200 m
| Platz | Athlet        | Land | Zeit (s) |
| ----- | ------------- | ---- | -------- |
| 1     | Aldo Canti    | FRA  | 21,05    |
| 2     | Stephan Adam  | FRA  | 21,22    |
| 3     | Ingo Froböse  | FRG  | 21,39    |
| 4     | Jochen Thomas | FRG  | 21,82    |

### 400 m
| Platz | Athlet          | Land | Zeit (s) |
| ----- | --------------- | ---- | -------- |
| 1     | Thomas Giessing | FRG  | 46,69    |
| 2     | Maurice Volmar  | FRA  | 47,33    |
| 3     | Edgar Nakladal  | FRG  | 47,36    |
| 4     | Alain Brun      | FRA  | 48,18    |

### 800 m
| Platz | Athlet             | Land | Zeit (min) |
| ----- | ------------------ | ---- | ---------- |
| 1     | Herbert Wursthorn  | FRG  | 1:48,40    |
| 2     | Didier Leguillou   | FRA  | 1:49,33    |
| 3     | Klaus-Peter Nabein | FRG  | 1:49,95    |
| 4     | André Gracia       | FRA  | 1:50,40    |

### 1500 m
| Platz | Athlet           | Land | Zeit (min) |
| ----- | ---------------- | ---- | ---------- |
| 1     | Andreas Baranski | FRG  | 3:43,93    |
| 2     | Pascal Thiébaut  | FRA  | 3:44,62    |
| 3     | Manfred Nellesen | FRG  | 3:44,95    |
| 4     | Christian Hubert | FRA  | 3:48,53    |

### 3000 m
| Platz | Athlet           | Land | Zeit (min) |
| ----- | ---------------- | ---- | ---------- |
| 1     | Paul Nothacker   | FRG  | 7:57,99    |
| 2     | Jacky Boxberger  | FRA  | 8:00,87    |
| 3     | Thierry Watrice  | FRA  | 8:07,32    |
| 4     | Werner Grommisch | FRG  | 8:13,87    |

### 5000 m
| Platz | Athlet               | Land | Zeit (min) |
| ----- | -------------------- | ---- | ---------- |
| 1     | Philippe Legrand     | FRA  | 14:05,79   |
| 2     | Dirk Sander          | FRG  | 14:06,36   |
| 3     | Hans-Jürgen Orthmann | FRG  | 14:08,12   |
| 4     | Philippe Daniel      | FRA  | 14:08,25   |

### 110 m Hürden
| Platz | Athlet              | Land | Zeit (s) |
| ----- | ------------------- | ---- | -------- |
| 1     | Peter Scholz        | FRG  | 14,04    |
| 2     | Hans-Walter Schmitt | FRG  | 14,29    |
| 3     | Jean-Yves Clerk     | FRA  | 14,40    |
| 4     | Jean-Marc Briet     | FRA  | 14,62    |

### 400 m Hürden
| Platz | Athlet             | Land | Zeit (s) |
| ----- | ------------------ | ---- | -------- |
| 1     | Jean-Claude Curtil | FRA  | 50,65    |
| 2     | Frank Czioska      | FRG  | 50,70    |
| 3     | Claude Anicet      | FRA  | 51,05    |
| 4     | Axel Salander      | FRG  | 51,20    |

### 3000 m Hindernis
| Platz | Athlet          | Land | Zeit (min) |
| ----- | --------------- | ---- | ---------- |
| 1     | Rainer Schwarz  | FRG  | 8:31,58    |
| 2     | Pascal Debacker | FRA  | 8:38,71    |
| 3     | Jean-Luc Taïf   | FRA  | 8:40,99    |
| 4     | Andreas Weniger | FRG  | 8:58,41    |

### 4 × 100 m Staffel
| Platz | Besetzung      | Land                                                    | Zeit (s) |
| ----- | -------------- | ------------------------------------------------------- | -------- |
| 1     | Frankreich     | Gilles Echevin Stephan Adam Gabriel Brothier Aldo Canti | 40,32    |
| 2     | BR Deutschland | Frank Sykownik Jochen Thomas Ingo Froböse Bernd Sattler | 40,46    |

### 4 × 400 m Staffel
| Platz | Besetzung      | Land                                                  | Zeit (min) |
| ----- | -------------- | ----------------------------------------------------- | ---------- |
| 1     | BR Deutschland | Peter Schwelm Uwe Wegner Thomas Giessing Mark Henrich | 3:06,10    |
| 2     | Frankreich     | René Ratinau Camille Oyac Alain Brun Maurice Volmar   | 3:07,31    |

### Hochsprung
| Platz | Athlet              | Land | Höhe (m) |
| ----- | ------------------- | ---- | -------- |
| 1     | Dietmar Mögenburg   | FRG  | 2,26     |
| 2     | Carlo Thränhardt    | FRG  | 2,21     |
| 3     | François Agbo       | FRA  | 2,21     |
| 4     | Dominique Hernandez | FRA  | 2,15     |

### Stabhochsprung
| Platz | Athlet             | Land | Höhe (m) |
| ----- | ------------------ | ---- | -------- |
| 1     | Jean-Michel Bellot | FRA  | 5,65     |
| 2     | Philippe Houvion   | FRA  | 5,55     |
| 3     | Gerald Heinrich    | FRG  | 5,40     |
| 4     | Jürgen Winkler     | FRG  | 5,30     |

### Weitsprung
| Platz | Athlet          | Land | Weite (m) |
| ----- | --------------- | ---- | --------- |
| 1     | Joachim Busse   | FRG  | 7,77      |
| 2     | Jochen Verschl  | FRG  | 7,31      |
| 3     | Gilbert Zante   | FRA  | 7,15      |
| 4     | Thierry Richard | FRA  | 6,94      |

### Dreisprung
| Platz | Athlet            | Land | Weite (m) |
| ----- | ----------------- | ---- | --------- |
| 1     | Armin Huber       | FRG  | 16,04     |
| 2     | Douglas Henderson | FRG  | 15,98     |
| 3     | Henri Dorina      | FRA  | 15,72     |
| 4     | Christian Barbas  | FRA  | 15,67     |

### Kugelstoßen
| Platz | Athlet                  | Land | Weite (m) |
| ----- | ----------------------- | ---- | --------- |
| 1     | Arnjolt Beer            | FRA  | 18,85     |
| 2     | Yves Brouzet            | FRA  | 18,65     |
| 3     | Joachim Krug            | FRG  | 18,04     |
| 4     | Claus-Dieter Föhrenbach | FRG  | 17,75     |

### Diskuswurf
| Platz | Athlet          | Land | Weite (m) |
| ----- | --------------- | ---- | --------- |
| 1     | Werner Hartmann | FRG  | 58,84     |
| 2     | Hein-Direck Neu | FRG  | 58,64     |
| 3     | Marcel Lebaron  | FRA  | 55,48     |
| 4     | Namakoro Niaré  | FRA  | 55,40     |

### Hammerwurf
| Platz | Athlet            | Land | Weite (m) |
| ----- | ----------------- | ---- | --------- |
| 1     | Karl-Hans Riehm   | FRG  | 75,92     |
| 2     | Manfred Hüning    | FRG  | 73,86     |
| 3     | Michel Decker     | FRA  | 68,26     |
| 4     | Jacques Accambray | FRA  | 65,24     |

### Speerwurf
| Platz | Athlet           | Land | Weite (m) |
| ----- | ---------------- | ---- | --------- |
| 1     | Josef Strehle    | FRG  | 75,36     |
| 2     | Michael Messerer | FRG  | 74,94     |
| 3     | Michel Bertimont | FRA  | 73,94     |
| 4     | Michel Maquet    | FRA  | 71,52     |